# قصر الملك فيصل (مكة)
قصر الملك فيصل هو قصر تاريخي يقع في مكة المكرمة غرب المملكة العربية السعودية، كان مقرا للملك فيصل حين كان نائبا للملك عبد العزيز في الحجاز. في عام 2016 صدرت الموافقة على إعادة ترميم وتأهيل القصر، وتحويله إلى متحف عام.